# 标普TSX60指数
标准普尔／多伦多证券交易市场60指数（英語：S&P/TSX 60 Index），简称“标普TSX60指数”，是指在多伦多证券交易所上市的60家大公司的股票市场指数。该指数由标准普尔旗下的加拿大标普指数委员会（Canadian S&P Index Committee）负责维护，它将投资者展示10个主要行业。该指数与“标普TSX完全指数（S&P/TSX Completion Index）”相结合后即是“标普TSX综合指数”。
标普TSX60指数旨在代表加拿大证券市场领头行业的领先公司。它的60只股票使其成为覆盖具有大市值的公司的理想选择，并且是实现加拿大股权投资的一种成本效益的方式。标普TSX60指数同时也是标准普尔旗舰指数标普全球1200指数的加拿大部分，于1998年12月30日推出。